# Rwaba
Rwaba är ett vattendrag i Burundi.   Det ligger i provinsen Makamba, i den södra delen av landet, 110 kilometer söder om huvudstaden Bujumbura.
Omgivningarna runt Rwaba är en mosaik av jordbruksmark och naturlig växtlighet. Runt Rwaba är det ganska tätbefolkat, med 214 invånare per kvadratkilometer.